# Remington Model 1890
Das Remington Modell 1890 New Model Army war ein Revolver von Remington Arms. Er basierte auf der erfolgreichen Baureihe Remington New Model Army mit dem Remington Modell 1875 und dem weniger bekannten Modell 1888, wobei beide Revolver die gleiche Größe, das gleiche Aussehen und den abnehmbaren Zylinder aufwiesen. Die 1890er Remington Single-Action-Revolver hatten den massiven Rahmen und ein ähnliches Design wie das Modell 1875, allerdings fehlte der große Steg unter dem Gehäuse der Auswerferstange und sie waren mit geriffelten Gummigriffschalen ausgestattet. Wie das Modell 1875 war auch das Modell 1890 für Metallpatronen geeignet, wurde aber nur im Kaliber .44-40 ausgegeben.

## Überblick
Remington trat 1875 in den Markt für Patronenrevolver ein, als es einen großformatigen Revolver im Armee-Stil einführte, einen Sechsschüsser, der mit dem Colt Peacemaker konkurrierte. Gewöhnliche Bürger und Gesetzeshüter des Wilden Westens erkannten gleichermaßen die robuste Qualität der neuen Remington-Revolver. Die Änderungen an der 1890er waren ein Versuch, sie den konkurrierenden Colt Single-Action-Pistolen der damaligen Zeit ähnlicher zu machen.
Nach der Produktion einiger weniger Übergangsrevolver des Modells 1888 mit 5 3⁄4-Zoll-Lauf, genannt „New Model Pocket Army“, begann Remington mit der Produktion des Single-Action-Army-Revolvers Modell 1890. Er wurde zwischen 1890 und 1896 in sehr geringen Stückzahlen hergestellt. Er ist eine der begehrtesten Remington-Handfeuerwaffen. Die Standardlauflänge betrug 7 1⁄2 Zoll oder 5 3⁄4 Zoll. Von den 2020 produzierten Remington 1890 wurden eine Handvoll als Seitenwaffe von Polizisten in westlichen Reservaten eingesetzt.
Ein Zwischenmodell (Übergangsmodell) des Patronenrevolvers wurde 1888 unter der Bezeichnung „New Model Pocket Army“ eingeführt. Nur in den Jahren 1888 und 1889 hergestellt, betrug die Gesamtproduktion weniger als 1000 Einheiten, die hauptsächlich mit Teilen aus 1875er Jahren hergestellt wurden, und es existieren doppelte „Chargen-/Seriennummern“; es wurden jedoch Montagenummern hinzugefügt, und es wurden keine über dem niedrigen 300er-Bereich gefunden. Fast alle sind aus Nickel, wobei weniger als eine Handvoll blaue Exemplare bekannt sind. Optisch ist sie mit dem Modell 1890 identisch, mit Ausnahme der Adresse auf der Oberseite des Laufs. Das Kaliber des Modells war .44-40, wobei der linke Griff bei vielen mit „44“ oder „44W“ gekennzeichnet ist. In einem Händlerkatalog ist der Lauf mit 5 1⁄2 Zoll angegeben, es wurden jedoch auch Exemplare mit 5 3⁄4-Zoll-Läufen gefunden. Das Ejektorgehäuse ist optisch identisch mit dem Modell 1890. Die New Yorker Sportwaffenhändler Hartley und Graham übernahmen die Kontrolle über E. Remington & Sons und benannten das Unternehmen 1888 in Remington Arms Company um, und es ist möglich, dass dieses Modell ausschließlich für sie gebaut wurde.

## Moderne Reproduktion
Die Uberti 1890 Revolver sind Reproduktionen (aber keine exakten Kopien) der berühmten alten Remington Revolver, aber für modernere rauchlose Pulverpatronen wie die .357 Magnum gekammert. Während sie also aussieht und sich anfühlt wie eine Cowboywaffe aus dem alten Westen, verfügt sie über eine Metallurgie, wie sie bei moderneren Revolvern üblich ist. Wie alle Waffen muss auch der Uberti 1890 von Zeit zu Zeit zur Reinigung zerlegt werden. Da es sich jedoch um einen Revolver mit so wenigen beweglichen Teilen handelt, beschränkt sich die Demontage in diesem Fall auf das einfache Entfernen des Zylinders aus dem Revolvergehäuse.